# Базалева, Наталья Владимировна
Наталья Владимировна Базалева (род. 13 февраля 1958 года) — российский дирижёр, педагог и музыкальный деятель, художественный руководитель Государственной филармонии Республики Саха (Якутия) им. Г. М. Кривошапко, дирижёр симфонического оркестра «Symphonica ARTica», главный дирижёр Государственного концертного оркестра Якутии, приглашённый дирижёр симфонического оркестра «Gwang Myeong» (Сеул, Южная Корея), доцент Высшей школы музыки РС(Я) им. В. А. Босикова, заслуженный деятель искусств РС(2000), действительный член Академии духовности РС(Я). Заслуженный работник культуры Российской Федерации (2020).

## Биография
Родилась в Иркутске в 1958 г.
В 1978 окончила Хабаровское училище искусств по специальности «Народные инструменты — аккордеон».
В 1985 г. окончила Хабаровский государственный институт культуры по специальности «Руководитель оркестра народных инструментов».
В 1999 г. — Новосибирскую государственную консерваторию им. М. Глинки по специальности «оперно-симфоническое дирижирование» (класс профессора, народного артиста СССР Арнольда Каца).
В 2004 г. — аспирантуру Новосибирской государственной консерватории им. М. Глинки (класс профессора, народного артиста СССР Арнольда Каца).
В 1978 −1993 гг. — преподаватель Хандыгской, Батагайской, Алданской детских музыкальных школ Якутии.
В 1985—1987 гг. — преподаватель Хабаровского государственного института искусств и культуры, Хабаровского краевого училища искусств.
В 1991 г. создала Оркестр народных инструментов в г. Алдан, в котором является художественным руководителем и главным дирижером. В 1995 г. оркестр получил статус Государственного концертного оркестра Якутии (далее — ГКОЯ). Многолетняя просветительская деятельность оркестра отмечалась грантами Правительства Республики Саха (Якутия).
В 1996 г. в г. Алдан на базе оркестра открыла филиал Якутского музыкального колледжа им. М. Н. Жиркова. Совмещала руководящую и дирижёрскую деятельность в оркестре с руководящей и преподавательской деятельностью в филиале.
С 2003 г. стажировалась под руководством Валерия Гергиева в Мариинском театре.
С 2007 по 2011 гг. занимала должность заместителя министра культуры и духовного развития Республики Саха (Якутия).
Совмещала работу с преподавательской деятельностью в ВУЗах:
- с 2001 по 2005 гг. преподавала дирижирование в Хабаровском государственном институте искусств и культуры, Представительстве Хабаровского государственного института искусств и культуры в Южной Корее (г. Сеул), Арктическом государственном институте культуры и искусств (г. Якутск);
- с 2009 г. по настоящее время преподаёт в Высшей школе музыки РС(Я) им. В. А. Босикова.

С 2010 г. является приглашённым дирижёром симфонического оркестра Gwang Myeong в г. Сеул (Южная Корея).
В 2011 г. назначена художественным руководителем-директором Государственной филармонии Республики Саха (Якутия), созданной в этом же году по Указу Президента РС (Я) Е. А. Борисова, и является дирижёром симфонического оркестра «Symphonica ARTica» (главный дирижёр — Фабио Мастранжело).
С 2017 года — художественный руководитель Государственной филармонии Республики Саха (Якутия) им. Г. М. Кривошапко.

## Творчество
В 1998 г. дебютировала в качестве оперно-симфонического дирижёра в Государственном театре оперы и балета Республики Саха (Якутия) им. Д. К. Сивцева-Суоруна Омоллоона в опере Дж. Верди «Травиата».
Являлась дирижёром-ассистентом постановок опер «Борис Годунов» М. Мусоргского Государственного театра оперы и балета РС(Я) в Якутске, Москве (2002) и «Кармен» Ж. Бизе в Мариинском театре (2005).
В 2005 году в качестве дирижера-постановщика принимала участие в международной российско-корейской постановке оперы Ким Хен Ок «Когда цвела гречиха» (Якутск, Хабаровск, Кангвон и Сеул).
В 2007 г. организовала и дирижировала концертами большого гастрольного турне ГКОЯ «Золотые звуки Земли Олонхо» по Транссибирской магистрали, посвящённого 375-летию вхождения Якутии в состав Российского государства. Концерты были проведены в 27 городах России от Владивостока до Санкт-Петербурга.
Сотрудничество с Мариинским театром
- В 2007 г. инициировала и организовала в Якутске концерт симфонического оркестра Мариинского театра под управлением Валерия Гергиева 375-летию вхождения Якутии в состав Российского Государства;
- В 2012 г. организовала и дирижировала концертом ГКОЯ совместно с солистами Академии молодых оперных певцов Мариинского театра в VIII фестивале «Масленица» Мариинского театра в Санкт-Петербурге; Организовала концерты симфонического оркестра Филармонии Якутии «Symphonica ARTica» под управлением Фабио Мастранжело в Концертном зале Мариинского театра в 2012 и 2014 гг.;
- В 2014 г. дебютировала в качестве дирижера в хореографической поэме Б. Асафьева «Бахчисарайский фонтан» на исторической сцене Мариинского театра;
- В 2015 г. концерт симфонического оркестра «Symphonica ARTica» под управлением Н. Базалевой открыл 50-й абонемент 233 сезона Мариинского театра «Приглашенные оркестры — Восток» и осуществил закрытие V Международного арктического музыкального фестиваля «Северное сияние» в Концертном зале Мариинского театра.

Сотрудничество с Московским Пасхальным Фестивалем:
- 2007 г. — организовала и дирижировала концертами ГКОЯ в Иркутске и Челябинске в рамках региональной программы Московского Пасхального Фестиваля, солисты Евгений Акимов, Ольга Трифонова, дирижёр — Н. Базалева;
- 2008 г. — организовала в Якутске концерты и мастер-классы Академии молодых певцов Мариинского театра, художественный руководитель академии Лариса Гергиева, состоявшиеся в рамках камерной программы фестиваля, солисты: Екатерина Шиманович, Виктор Коротич, Анна Маркарова, Дмитрий Воропаев, Ольга Пудова;
- 2009 г. — организовала в Якутске и Мирном концерты и мастер-классы Академии молодых певцов Мариинского театра и Ларисы Гергиевой (камерная программа МПФ), солисты: Андрей Бондаренко, Ольга Пудова, Гелена Гаскарова, Илья Банник. Организовала и дирижировала концертами ГКОЯ с солистами Академии молодых певцов Мариинского театра в Дальневосточном федеральном округе — Хабаровске, Владивостоке, Благовещенске (камерная программа МПФ), солисты: Андрей Бондаренко, Элеонора Виндау, Гелена Гаскарова, Андрей Серов;
- 2010 г. — организовала в Якутске и Мирном концерты и мастер-классы Академии молодых певцов Мариинского театра (камерная программа МПФ), солисты: Гелена Гаскарова, Михаил Колелишвили, Анна Кикнадзе, Андрей Серов, Ольга Пудова. Организовала концерты ГКОЯ с солистами Академии молодых певцов Мариинского театра в ДВФО — Благовещенске, Биробиджане, Хабаровске, Нерюнгри (камерная программа МПФ) : Дмитрий Воропаев, Владимир Мороз, Елизавета Захарова, Людмила Дудинова и Дмитрий Швецов (солист ГКОЯ), «Сибирский дуэт» — Александр Сироткин, Андрей Битюцких, дирижёры: Наталья Базалева, Юлия Швецова. В Нерюнгри концерт состоялся с участием хора Детской музыкальной хоровой школы «Соловушка» (руководитель — Татьяна Седельникова);
- В 2014 г. организовала в Якутске концерты Симфонического оркестра Мариинского театра под управлением Валерия Гергиева в рамках XIII Московского Пасхального фестиваля, солисты: Денис Мацуев, Иван Почекин, с участием Объединенного хора Якутии;
- В 2015 году в г. Якутске организовала и дирижировала концертом симфонического оркестра «Symphonica ARTica» с участием солистов Академии молодых оперных певцов Мариинского театра в рамках камерной программы XIV Московского Пасхального фестиваля, солисты: Маргарита Иванова, Елизавета Захарова, Юрий Евчук, с участием Объединенного хора Якутска (хормейстер — Людмила Шумилова).

В 2012 г. организовала и дирижировала концертом-проектом «Симфония Ленских столбов», посвященном внесению Природного парка «Ленские столбы» в список Всемирного наследия ЮНЕСКО и концертом-закрытием Культурной программы V Международных спортивных игр «Дети Азии». Впервые в республике был сформирован объединенный симфонический оркестр, в который вошли музыканты из филармонических и оперных оркестров Хабаровска, Иркутска, Новосибирска, Большого симфонического оркестра, Мариинского театра, Национального оркестра Сирии, Национального оркестра Испании, а также Германии и Китая. В концертах приняли участие солисты Мариинского театра: Лариса Юдина, Анна Кикнадзе, Хачатур Бадалян, Дмитрий Демидчик.
В 2015 г. симфонический оркестр «Symphonica ARTica» под руководством Н. Базалевой обеспечил III тур III Международного фестиваля-конкурса скрипачей и струнных квартетов имени Леопольда Ауэра в Санкт-Петербурге.
В 2016 г. в рамках III Международного фестиваля «Встречи Шедеров ЮНЕСКО на Земле Олонхо» дирижировала концертом заслуженного артиста Азербайджана Сахиба Пашазаде (тар) с симфоническим оркестром «Symphonica ARTica» в Якутске.

## Конкурсы и фестивали
Наталья Базалева является художественным руководителем Межрегионального фестиваля-конкурса оркестров и ансамблей, посвященного I Великорусскому оркестру им. В. В. Андреева (с 1992 г.) и Межрегионального конкурса «Радуга Севера» им. М. Н. Жиркова (с 1993 г.) в г. Алдан, Международного арктического музыкального фестиваля «Северное сияние» (с 2011 г.) и Рождественского фестиваля (с 2014 г.) в г. Якутск. Принимает участие в работе жюри международных, всероссийских, межрегиональных, республиканских конкурсов.

## Солисты и коллективы
Наталья Базалева сотрудничала: с Галиной Шойдокбаевой, Зурабом Соткилавой, Еленой Образцовой, Евгением Акимовым, Ольгой Трифоновой, Элеонорой Виндау, Андреем Бондаренко, Геленой Гаскаровой, Андреем Серовым, Дмитрием Воропаевым, Елизаветой Захаровой, Владимиром Морозом, Хачатуром Бадаляном, Ларисой Юдиной, Дмитрием Демидчиком, Анной Кикнадзе, Надеждой Крыгиной, Александром Тростянским, Василием Щербаковым, Сахибом Пашазаде, Борисом Андриановым, Александром Цыганковым, Андреем Горабчёвым, Михаилом Горобцовым, Александром Митенёвым, Валерием Алиевым, Евгением Сергеевым, Вилфридом Шарфом, Екатериной Мечетиной, Олегом Сендецким, Ренатом Ибрагимовым, Сон Нэ, Чэ Ёнг Ми, солистами якутской оперы.
Под управлением Натальи Базалевой выступали коллективы: Национальный академический оркестр народных инструментов России им. Н. П. Осипова (Москва, 1996, 1998); Симфонический оркестр Государственного театра оперы и балета РС(Я) им. Д. К. Сивцева-Суоруна-Омоллоона, Академический симфонический оркестр Новосибирской филармонии (1999, 2001); Дальневосточный симфонический оркестр (Хабаровск, 2001, 2003, 2010); Симфонический оркестр Кангвона (Южная Корея, 2005), Государственный академический русский оркестр им. В. В. Андреева (2007), Симфонический оркестр Мариинского театра (2014), Омский академический симфонический оркестр (2016), Симфонический оркестр «Gwang Myeong» (г. Сеул, Южная Корея).

## Награды
- Заслуженный деятель искусств Республики Саха (Якутия) (2000),
- Почётная грамота Министерства культуры Российской Федерации (2002),
- Почетный знак Союза композиторов России (2009),
- Диплом лауреата специальной премии «Лидеры новой России» за профессиональную деятельность и вклад в развитие Российской культуры (2013),
- Юбилейная медаль Министерства обороны РФ «95 лет Военным комиссариатам МО РФ» (2013),
- Медаль Торгово-промышленной палаты РС(Я) «За заслуги в предпринимательстве» (2014),
- Медаль Торгово-промышленной палаты РС(Я) «За вклад в развитие Севера и Арктики Якутии» (2015),
- Лауреат премии Главы Республики Саха (Якутия) (2015),
- Знак «Почетный гражданин Алданского района» (2015),
- Знак «Почётный гражданин посёлка Хандыга» (2015),
- Медаль Якутской и Ленской Епархии Священномученика Евгения (Зернова) III степени (2016),
- Диплом и серебряная медаль Международного союза музыкальных деятелей «За выдающийся вклад в развитие музыкального искусства».
- Заслуженный работник культуры Российской Федерации (16 апреля 2020) — за большой вклад в развитие отечественной культуры и искусства, многолетнюю плодотворную деятельность[6]
- Государственная премия Республики Саха (Якутия) имени А.Е. Кулаковского за 2022 год (10 марта 2023) — за весомый вклад в развитие и пропаганду профессионального искусства, создание высокохудожественных концертных, музыкальных проектов, воспитание и подготовку творческих кадров, особые заслуги в изучении, сохранении, развитии и популяризации музыкального искусства